# Samuel Glasstone
Samuel Glasstone (3 de maio de 1897 — 16 de novembro de 1986) foi um físico-químico britânico.
Autor de diversos livros sobre físico-química, taxas de reação, efeitos de armas nucleares, engenharia de reatores nucleares, marte, ciência extra-galáctica, efeitos ambientais da energia nuclear e teste nuclear. Um revisor o descreve como "talvés um dos melhores descritores técnicos do último século."